# Microvelopsis
Microvelopsis is een geslacht van wantsen uit de familie beeklopers (Veliidae). Het geslacht werd voor het eerst wetenschappelijk beschreven door Andersen & Weir in 2001.

## Soorten
Het genus bevat de volgende soorten:

- Microvelopsis exuberans Andersen & Weir, 2001
- Microvelopsis melancholica (Hale, 1925)
- Microvelopsis minor Andersen & Weir, 2001